# Mahir Domi
Mahir Domi (Elbasan, 1915. március 12. – ?, 2000. szeptember 19.) albán nyelvész, dialektológus.

## Életútja
Elbasanban született, középiskolai tanulmányait a korçai Nemzeti Líceumban fejezte be. Ezt követően nyelv- és irodalomtudományi tanulmányokat folytatott a Grenoble-i Egyetemen, diplomáját 1941-ben szerezte meg. Hazatérését követően az Albániát megszállt olasz hatóságok rövid időre Porto Romanóba internálták, majd szabadon engedése után az elbasani Shkolla Normale tanítóképző intézet igazgatója lett. 1947-ben a tiranai Tudományos Intézetben kapott kutatói és tanári állást. A Tiranai Egyetem 1957-es megalapításakor kinevezték az albán nyelvészeti tanszék vezetőjének. Pályája során aktívan közreműködött a Nyelv- és Irodalomtudományi Intézet leíró nyelvészeti és dialektológiai szakosztályának munkájában.

## Munkássága
Tudományos érdeklődése két fő témára irányult: az albán nyelv általános nyelvészetére és nyelvjárásaira. Behatóan foglalkozott az albán nyelv alaktani sajátosságaival és mondattanával, történeti nyelvészeti és összehasonlító nyelvészeti kutatásokkal. Nevéhez fűződik az  első albán mondattani monográfia (Gramatika e gjuhës shqipe II: Sintaksa, Tirana, 1954) és az albán nyelv történeti alaktani összefoglalásának (Morfologjia historike e gjuhës shqipe, Tirana, 1961) megírása. Történeti nyelvészeti vizsgálatai során az illír nyelvvel is foglalkozott, korabeli források és epigráfiai leletek alapján összeállította az illír személynevek listáját (mintegy nyolcszáz névvel), és kutatási eredményei alapján az albán nyelv illír eredetének támogatója volt. Az albániai dialektológiai kutatások úttörő alakja volt, 1974-től 1990-ig volt alapító szerkesztője a Dialektologjia Shqiptare (’Albán Nyelvjáráskutatás’) című szakkiadvány-sorozatnak. Pályája során az olaszországi arberesek nyelvhasználatának kérdéseivel is foglalkozott. Tagja volt az Albán Tudományos Akadémiának.